# Vasili Arhipov
Vasili Aleksandrovici Arhipov (în rusă Василий Александрович Архипов; n. 30 ianuarie 1926, Zvorkovo⁠(d), Rural Settlement Dorohovskoe⁠(d), Moscova, Rusia – d. 19 august 1998, Jeleznodorojnîi, Moscova, Rusia) a fost un ofițer superior (viceamiral) al Marinei Militare Sovietice. În timpul Crizei rachetelor cubaneze el a prevenit lansarea unei torpile nucleare prevenind astfel un război nuclear. Thomas Blanton (la acel moment director al National Security Archive) a declarat în 2002: „un om numit Vasili Arhipov a salvat lumea”.

## Tinerețe
Arkhipov s-a născut într-o familie de țărani din orașul Staraya Kupavna, lângă Moscova. A învățat la Școala Navală Superioară din Pacific și a participat la războiul sovieto-japonez din august 1945, servind la bordul unui dragor de mine. S-a transferat la Școala Navală Superioară Caspică și a absolvit în 1947.

## Cariera timpurie
După absolvirea în 1947, Arkhipov a servit în serviciul submarin la bordul ambarcațiunilor din flota Mării Negre, nordice și baltice.

### Accident K-19
În iulie 1961, Arkhipov a fost numit comandant adjunct și, prin urmare, ofițer executiv al noului submarin de rachete balistice de clasă hotelieră K-19. După câteva zile de desfășurare a exercițiilor în largul coastei de sud-est a Groenlandei, submarinul a dezvoltat o scurgere extremă în sistemul său de răcire a reactorului. Această scurgere a dus la defectarea sistemului de răcire. De asemenea, comunicațiile radio au fost afectate, iar echipajul nu a putut contacta Moscova. Fără sisteme de rezervă, comandantul Zateyev a ordonat celor șapte membri ai echipajului inginer să vină cu o soluție pentru a evita topirea nucleară. Acest lucru a impus bărbaților să lucreze la niveluri ridicate de radiații pentru perioade lungi de timp. În cele din urmă au venit cu un sistem de lichid de răcire secundar și au reușit să ferească reactorul de la o topire. Deși au reușit să se salveze de la o criză nucleară, întregul echipaj, inclusiv Arkhipov, a fost iradiat. Toți membrii echipajului care erau ingineri și ofițerul lor de divizie au murit în decurs de o lună din cauza nivelurilor ridicate de radiații la care au fost expuși. Pe parcursul a doi ani, încă cincisprezece marinari au murit din cauza efectelor.

## Implicarea în criza rachetelor cubaneze
Submarinul sovietic B-59, în Caraibe lângă Cuba.
La 27 octombrie 1962, în timpul crizei rachetelor cubaneze, un grup de unsprezece distrugătoare ale marinei SUA și portavionul USS Randolph au localizat submarinul B-59 din clasa Foxtrot cu motor diesel, armat nuclear, lângă Cuba. În ciuda faptului că se află în apele internaționale, Marina Statelor Unite a început să detoneze sarcini de adâncime de semnalizare, explozivi meniți să forțeze submarinul să iasă la suprafață pentru identificare. Moscova nu a avut niciun contact de câteva zile și, deși echipajul submarinului preluase mai devreme emisiuni de radio civile din SUA, odată ce B-59 a început să încerce să se ascundă de urmăritorii săi din SUA, era prea adânc pentru a monitoriza orice trafic radio. Cei de la bord nu știau dacă a izbucnit sau nu războiul. Căpitanul submarinului, Valentin Grigorievitch Savitsky, a decis că s-ar putea să fi început deja un război și a dorit să lanseze o torpilă nucleară.
Spre deosebire de ceilalți subofițeri din flotilă, trei ofițeri de la bordul B-59 trebuiau să fie de acord în unanimitate să autorizeze o lansare nucleară: căpitanul Savitsky, ofițerul politic Ivan Semonovici Maslennikov și comodor de flotilă (și ofițer executiv al B-59) Arkhipov. De obicei, submarine sovietice înarmate cu „Arma specială” necesitau căpitanului doar a obține autorizație de la ofițerul politic pentru a lansa o torpilă nucleară, dar din cauza poziției lui Arkhipov drept Commodore al B-59, căpitanului, de asemenea, i-a fost necesar să obțină aprobarea lui Arkhipov. S-a declanșat o ceartă, cu doar Arkhipov împotriva lansării.
Chiar dacă Arkhipov era al doilea comandant al submarinului B-59, el era de fapt Commodore al întregii flotile submarine, inclusiv B-4, B-36 și B-130. Potrivit autorului Edward Wilson, reputația pe care Arkhipov o câștigase din comportamentul său curajos în incidentul K-19 din anul precedent l-a ajutat să predomine. Arkhipov l-a convins în cele din urmă pe Savitsky să iasă la suprafață și să aștepte ordinele de la Moscova. Acest lucru a evitat efectiv războiul nuclear general care probabil ar fi urmat dacă arma nucleară ar fi fost lansată. Bateriile submarinului se epuizaseră foarte mult și aerul condiționat eșuase, provocând căldură extremă și niveluri ridicate de dioxid de carbon în interiorul submarinului. Au fost forțați să iasă la suprafață în mijlocul urmăritorilor americani și, în consecință, să se întoarcă în Uniunea Sovietică.

### Urmări
Imediat după întoarcerea în Rusia, mulți membri ai echipajului s-au confruntat cu rușinea superiorilor lor. Un amiral le-a spus „Ar fi fost mai bine dacă ai fi coborât cu nava ta”. Olga, soția lui Arkhipov, a spus chiar că „nu-i plăcea să vorbească despre asta, simțea că nu apreciau prin ce trecuseră”. Fiecărui căpitan i se cerea să prezinte un raport al evenimentelor din timpul misiunii ministrului sovietic al apărării, mareșalul Andrei Grechko în locul acestuia din cauza bolii ministrului oficial al apărării. Grechko a fost înfuriat de eșecul echipajului de a respecta ordinele stricte de secret după ce a aflat că au fost descoperite de americani. Un ofițer a remarcat chiar reacția lui Grechko, afirmând că „la aflarea faptului că submarinele diesel au fost cele care au plecat în Cuba, și-au scos ochelarii și i-au lovit de masă cu furie, rupându-i în bucăți mici și părăsind brusc camera după aceea”.
În 2002, comandantul în retragere Vadim Pavlovich Orlov, participant la evenimente, a ținut o conferință de presă care a dezvăluit că submarinele erau înarmate cu torpile nucleare și că Arkhipov este motivul pentru care aceste dispozitive nu au fost trase. Orlov a prezentat evenimentele mai puțin dramatic, spunând că căpitanul Savitsky și-a pierdut cumpătul, dar în cele din urmă s-a liniștit.
Când a discutat despre criza rachetelor cubaneze în 2002, Robert McNamara, secretarul apărării SUA la acea vreme, a declarat: „Am venit foarte aproape” de războiul nuclear, „mai aproape decât știam atunci”. Arthur M. Schlesinger Jr., consilier al administrației John F. Kennedy și istoric, a continuat acest gând afirmând că „Acesta nu a fost doar cel mai periculos moment al Războiului Rece. A fost cel mai periculos moment din istoria omenirii”.

## Viața și moartea ulterioară
Arkhipov a continuat în serviciul marinei sovietice, comandând submarine și mai târziu escadrile submarine. A fost promovat contraamiral în 1975 și a devenit șeful Academiei Navale Kirov. Arkhipov a fost promovat viceamiral în 1981 și s-a retras la mijlocul anilor 1980.
Ulterior s-a stabilit la Kupavna (care a fost încorporat în Zheleznodorozhny, regiunea Moscovei, în 2004), unde a murit la 19 august 1998. Radiațiile la care fusese expus Arkhipov în 1961 ar fi putut contribui la cancerul lui de rinichi, la fel ca mulți alții care au servit cu el în accidentul K-19.
Nikolai Vladimirovici Zateyev, comandantul submarinului K-19 în momentul accidentului său nuclear la bord, a murit nouă zile mai târziu, la 28 august 1998. Atât Arkhipov, cât și Zateyev aveau 72 de ani în momentul morții lor.

## Viața personală

### Familie
Vasily Arkhipov a fost căsătorit cu Olga Arkhipova până la moartea sa în 1998. Au avut o fiică pe nume Yelena

### Caracter
Se știa că Arkhipov este un om timid și umil. Într-un documentar PBS intitulat Omul care a salvat lumea,  soția sa l-a descris ca fiind inteligent, politicos și foarte calm. O mare parte din ceea ce se știe despre personalitatea lui provine de la ea. Potrivit acesteia, lui i-a plăcut să caute ziare în timpul vacanțelor și a încercat să rămână la curent cu lumea modernă cât mai mult posibil. În același interviu, Olga face aluzie la posibilele credințe superstițioase ale soțului ei. Își amintește că a intrat pe Vasily arzând un pachet de scrisori de dragoste în casa lor, susținând că păstrarea scrisorilor ar însemna „ghinion”.

## În cultura populară
K-19 accident a stat la baza filmului din 2002, K-19: Submarinul ucigaș.
Cea de-a patra piesă de pe albumul The Dusk in Us din 2017 al trupei mathcore Converge este intitulată „Arkhipov Calm” și se bazează pe decizia sa de criză a rachetelor cubaneze.
În Metal Gear Solid: Peace Walker, incidentul este menționat într-una din cinematografii

## Premii și onoruri
În semn de recunoaștere a acțiunilor sale la bordul B-59, Arkhipov a primit primul „Premiul Viitorului Vieții”, care a fost acordat postum familiei sale în 2017. Oferit de Institutul Viitorul Vieții, acest premiu recunoaște măsuri excepționale, adesea efectuate în ciuda riscului personal și fără recompensă evidentă, pentru a proteja viitorul colectiv al umanității.